# أتينولول
الأتينولول (بالإنجليزية: Atenolol)‏ هو من حاصرات بيتا الانتقائية أو الاصطفائية (selective)، وهو من خافضات ضغط الدم. يسوق تحت الاسم التجاري (تنورمين).

## التأثير
يحصر مستقبلات بيتا (يؤثر الأدرينالين على مستقبلات عدة منها بيتا ومنها ألفا)
فيؤثر بشكل رئيسي على القلب (يقلل من سرعة نبضاته)
ويؤثر على الجهاز الوعائي (يخفض الضغط الدموي)
ويؤثر بدرجة أقل على الرئتين (يضعف وظيفتهما).

## الاستعمالات
معالجة ارتفاع الضغط الدموي (وحده أو بالمشاركة مع دواء آخر)، الذبحة الصدرية الناجمة عن تصلب الشرايين الإكليلية، احتشاء العضلة القلبية الحاد.

## الاستعمالات غير الرسمية
الوقاية من الشقيقة، تناذر انسحاب الكحول، اللانظميات البطينية، اللانظميات أو التسرعات فوق البطينية، نزف دوالي المري المتكر، القلق.

## موانع الاستعمال
فرط التحسس لحاصرات بيتا، بطء القلب الجيبي، الإحصار القلبي الأعلى من الدرجة الأولى، الفشل القلبي المزمن إلا إن كان ثانوياً بالمقارنة مع لانظميات تسرعية قابلة للعلاج بحاصرات بيتا، الفشل القلبي الصريح overt، الصدمة ذات المنشأ القلبي.

## التداخلات (التآثرات)
الأمبيسلين : قد يعطل التأثير الخافض للضغط أو التأثيرالمضاد للذبحة
الكلونيدين : قد يزيد أو يعاكس التأثير الخافض للضغط ؛ وقد تحدث حالات مهددة للحياة جدياً وبالأخص عند سحب الدواء.
مضادات الالتهاب غير الستيروئيدية : قد يسبب بعضها تعطل التأثير الخافض للضغط.
البرازوسين : قد يزيد من انخفاض الضغط الانتصابي Orthostatic.
الفيراباميل : قد تزداد تأثيرات كلا الدوائين.

## التأثيرات الضارة
القلبية الوعائية: انخفاض الضغط، بطء القلب، فشل القلب، برودة الأطراف، إحصار قلبي ثاني الدرجة أو ثالثي.
الجهاز العصبي المركزي: أرق، تعب، دوخة، اكتئاب، وسن، نعاس، النسيان، تداخل الكلام.
الجلد: اندفاعات، شرى، حمى، صلع.
العين والأذن والأنف والحنجرة: جفاف العيون، تشوش الرؤية، طنين الأذن، جفاف الفم، التهاب الحلق.
المعدة والأمعاء: الغثيان، الإقياء، الإسهال.
الجهاز البولي التناسلي: ضعف جنسي (عنانة)، تبول مؤلم أو صعب أو متكرر.
الدم: نقص المحببات، فرفرية قلة صفيحات دموية.
الكبد: ارتفاع الخمائر الكبدية والبيلوربين.
الجهاز التنفسي: تشنج قصبي، عسر التنفس، صفير (أزيز).
تأثيرات أخرى: تغيرات في الوزن، تورم وجهي، ضعف عضلي، فرط غلوكوز الدم، نقص غلوكوز الدم، أجسام مضادة للنويات، فرط شحوم الدم.

## تحذيرات
من فئة أدوية الحمل C /تصنيف C: لا يمكن الجزم بعدم وجود ضرر، لا توجد دراسات بشرية والدراسات على الحيوان إما تؤكد وجود خطر على الجنين أو لا توجد دراسات أصلاً، ولكن الفوائد المحتملة قد تبرر الاختطارات المحتملة /
يفرز في حليب الأم،ولم تدرس سلامته في الأولاد، حدثت وفيات في فرط التأق وقد تلزم معالجته هجومياً aggressive،
يعطى بحذر للمرضى المصابين بفشل القلب المزمن المضبوطين بالدجتلة والمدرات.
أما في مرضى السكري فقد يخفي أعراض نقص السكر الدموي - كتسرع القلب وتغيرات ضغط الدم
في المسنين : قد يكون من الضروري خفض الجرعة
أما أمراض التشنج القصبي ذات المنشأ غير التحسسي كالتهاب القصبات المزمن وانتفاخ الرئة : فالقاعدة العامة أن حاصرات بيتا لا تعطى لأفراد مصابين بتشنجات قصبية
وفي الأمراض الوعائية المحيطية: قد تظهر أو تزيد أعراض عدم كفاية الجريان الشرياني
أما الانسمام الدرقي: فقد يخفي الدواء الأعراض السريرية -كالتسرع القلبي- لظهور أو استمرار فرط الدرقية، والوقف المفاجئ لاستخدام الدواء قد يطلق أعراض فرط الدرقية بما فيها العصف الدرقي thyroid storm
القصور الكلوي أو الكبدي: ينصح بإنقاص الجرعة.

## علامات فرط الجرعة
بط القلب، نقص الضغط، فشل القلب، الصدمة ذات المنشأ القلبي، زيادة الضغط، لانظميات قلبية، نوبات، همود التنفس، سبات، وذمة الرئة، التشنج القصبي، انخفاض سكر الدم.

## إرشادات عامة
يمكن أخذ الدواء مع الطعام أو بدونه، وفي حالة صعوبة البلع يمكن طحن الحبة ومزجها مع السوائل.
يجب قياس الضغط والنبض قبل بدء تناول الدواء ولا يعطى إذا كان النبض دون 60 نبضة/د ويشجع المريض على قياس نبضه قبل تناول الدواء لكل حبة. ويجب الانتباه لعوارض احتباس السوائل
يمكن إعطاء النتروغلسرين مع الأتينولول إذا وصفه الطبيب
ينبه المريض المباشر حديثاً للدواء أن الفعالية التامة قد لا تظهر إلا بعد أسبوع أو أسبوعين، وأن الدواء يجب وقفه بالتدريج وببطء ويحذر المريض من وقف الدواء المفاجئ الذي قد يسبب ألم الصدر أو هجمة قلبية
عند استعمال الدواء لعلاج ضغط الدم المرتفع فمن المناسب أن يتعلم المريض كيفية قياس الضغط وأن يمارس هذا يومياً
ينبه المستخدم للدواء بأنه قد يزداد تأثره بالبرد
ينبه مريض السكري إلى أهمية مناطرة عيار الغلوكوز الدموي بدقة، فربما احتاج إلى تعديل جرعة الأنسولين أثناء استعمال الأتنولول
شجع المريض على مراجعة الطبيب بانتظام لتعديل الجرعة إن لزم

## ينبه المريض بضرورة إبلاغ طبيبه إذا وجد أحد الأعراض التالية
صعوبة تنفس، تورم القدمين والرجلين واليدين، ضربات قلب غير منتظمة، تغير مزاج أو اكتئاب
ويحذر المريض من تغيرات الوضع المفاجئة اتقاءً لنقص الضغط الانتصابي
قد يسبب الدواء الدوخة ويتوخى الحذر عند قيادة السيارة أو المهام التي تحتاج للتيقظ الجيد
لا يجوز أخذ دواء آخر - ولو كان لا يحتاج وصفة - قبل استشارة الطبيب.